# Banque centrale d'Oman
La banque centrale d'Oman (en arabe : البنك المركزي العماني) est la banque centrale d'Oman dont les principales fonctions comprennent la gestion du rial omanais et le maintien d'une réserve nationale d'or et de devises étrangères.

## Histoire
Jusqu'en 1970, année de l'accession au pouvoir du sultan Qabous ben Saïd, il n'existait aucune autorité nationale chargée de superviser le système bancaire naissant. Le nombre de banques était restreint et les activités bancaires, limitées. Les deux autorités monétaires qui ont précédé la création de la Banque centrale d'Oman, à savoir l'Autorité monétaire de Mascate en 1970 et l'Office monétaire d'Oman en 1972, n'étaient pas dotées d'un statut bancaire à part entière, mais elles avaient bien préparé le terrain pour l'émergence de la Banque centrale d'Oman. Cependant, l'événement majeur annonçant la création de la Banque centrale d'Oman fut l'adoption de la loi bancaire en 1974 (modifiée par le décret royal n° 114/2000).
En janvier 2025, la banque a subi d'importantes réformes structurelles par le biais d'une série de décrets royaux. Le décret royal 2/2025 a promulgué une nouvelle loi bancaire, tandis que le décret royal 3/2025 a réorganisé la structure de gouvernance de la banque, lui conférant la personnalité juridique et l'indépendance financière et administrative. Ces réformes ont remplacé le poste de président exécutif par celui de gouverneur et restructuré le conseil d'administration. En vertu de ces réformes, le siège social et les principaux coffres-forts de la banque doivent être situés dans le gouvernorat de Mascate, avec la possibilité d'établir des succursales, des coffres-forts, des bureaux et d'autres installations à Oman ou à l'étranger par décision du conseil d'administration.

## Gouverneurs de la banque
| Rang | Nom                                   | Mandat        |
| ---- | ------------------------------------- | ------------- |
| 1er  | Yusuf A. Nimatallah                   | (1974 – 1978) |
| 2e   | Abdul Wahab Khayata                   | (1978 – 1991) |
| 3e   | Hamood Sangour Al Zadjali             | (1991 – 2017) |
| 4e   | Tahir Salim Al Amri                   | (2017 – 2025) |
| 5e   | Ahmed bin Jaffer bin Salim Al-Musalmi | (2025 – )     |